# Železniční trať Martinice v Krkonoších – Rokytnice nad Jizerou
Železniční trať Martinice v Krkonoších – Rokytnice nad Jizerou (v jízdním řádu pro cestující označená číslem 042) je jednokolejná regionální trať, prochází jedním tunelem.

## Historie
Listina o koncesi ze dne 29. srpna 1898 byla vydána ke stavbě a provozování lokomotivní železnice, která budiž zřízena jako místní dráha o rozchodu pravidelném, ze stanice Jilemnice přes Přívlaky a Jablonec do Rokytnice, po případě s pokračováním do Grünthalu (Horního Polubného). Koncesionář se zavazuje, že povolenou železnici počne ihned stavěti, ji nejdéle do dvou a půl roku postaví a pravidelnou vozbu po ní bude provozovati.
Dráhu vlastnila společnost Místní dráha Martinice v Krkonoších – Rokytnice nad Jizerou od zahájení dopravy v prosinci 1899 až do svého zestátnění roku 1935.
V roce 1900 byly podle tehdejšího jízdního řádu v provozu tyto stanice: Jilemnice, Jilemnice město, Hrabačov, Sytová H., Přívlaky-P., Hradsko, Jablonec n.J., Rokytnice.
Spolek Přítel Krkonošského metra hodlá trať upravit, aby po ní od roku 2022 mohly vyjet 4 ojeté tramvaje Tatra T3SUCS původem z Ostravy, které mají jezdit na pohon CNG. V plánu je i rozšíření tratě k lyžařským areálům v Horní Rokytnici. Okolní obce i Liberecký kraj jsou k projektu skeptické. Předseda sdružení Krkonoše – svazek měst a obcí projekt označil za naprostý nesmysl.
Od 11. prosince roku 2022 zde jezdí motorová jednotka 814, čímž nahradila předchozí vozy řady 810.

## Provoz na trati
| období jízdního řádu                                                                 | číslo tratě a provozovaný úsek                     | počet vlaků                                                                                           |
| ------------------------------------------------------------------------------------ | -------------------------------------------------- | --- |
| 1900                                                                                 | 116 Jilemnice – Rokytnice                          | 3 Sm                                                                                                  |
| 1921 léto                                                                            | 153 Martinice – Rokytnice nad Jizerou              | 6 Sm Martinice – Jilemnice, 4 Sm Jilemnice – Rokytnice nad Jizerou                                    |
| 1928/29 zima                                                                         | 163 Martinice – Rokytnice nad Jizerou              | 5 Os + 3 N Martinice – Jilemnice, 3 Os + 3N Jilemnice – Rokytnice nad Jizerou                         |
| 1937/38 zima                                                                         | 135 Martinice – Rokytnice nad Jizerou              | 9 Os Martinice – Jilemnice, 6 Os Jilemnice – Rokytnice nad Jizerou                                    |
| 1944/45                                                                              | 503e Martinice – Sytová-Háje – Rochlitz            | 9 Os Martinice – Jilemnice, 4 Os Jilemnice – Rochlitz                                                 |
| 1945/46                                                                              | 4e Martinice – Sytová-Háje – Rokytnice nad Jizerou | 11 Os Martinice – Jilemnice, 6 Os Jilemnice – Rokytnice nad Jizerou                                   |
| 1959/60                                                                              | 4c Martinice v Krkonoších – Rokytnice nad Jizerou  | 15 Os Martinice v Krkonoších – Jilemnice, 8 Os Jilemnice – Rokytnice nad Jizerou                      |
| 1988/89                                                                              | 042 Martinice v Krkonoších – Rokytnice nad Jizerou | 18 Os Martinice v Krkonoších – Jilemnice, 11 Os Jilemnice – Rokytnice nad Jizerou                     |
| 2002/03                                                                              | 042 Martinice v Krkonoších – Rokytnice nad Jizerou | 18 Os Martinice v Krkonoších – Jilemnice, 13 Os Jilemnice – Rokytnice nad Jizerou                     |
| 2012/13                                                                              | 042 Martinice v Krkonoších – Rokytnice nad Jizerou | 9 Os Martinice v Krkonoších – Jablonec nad Jizerou, 1 Os Jablonec nad Jizerou – Rokytnice nad Jizerou |
| Vysvětlivky: Sm – smíšený vlak, N – nákladní vlak s přepravou osob, Os – osobní vlak |                                                    | |

## Stanice a zastávky

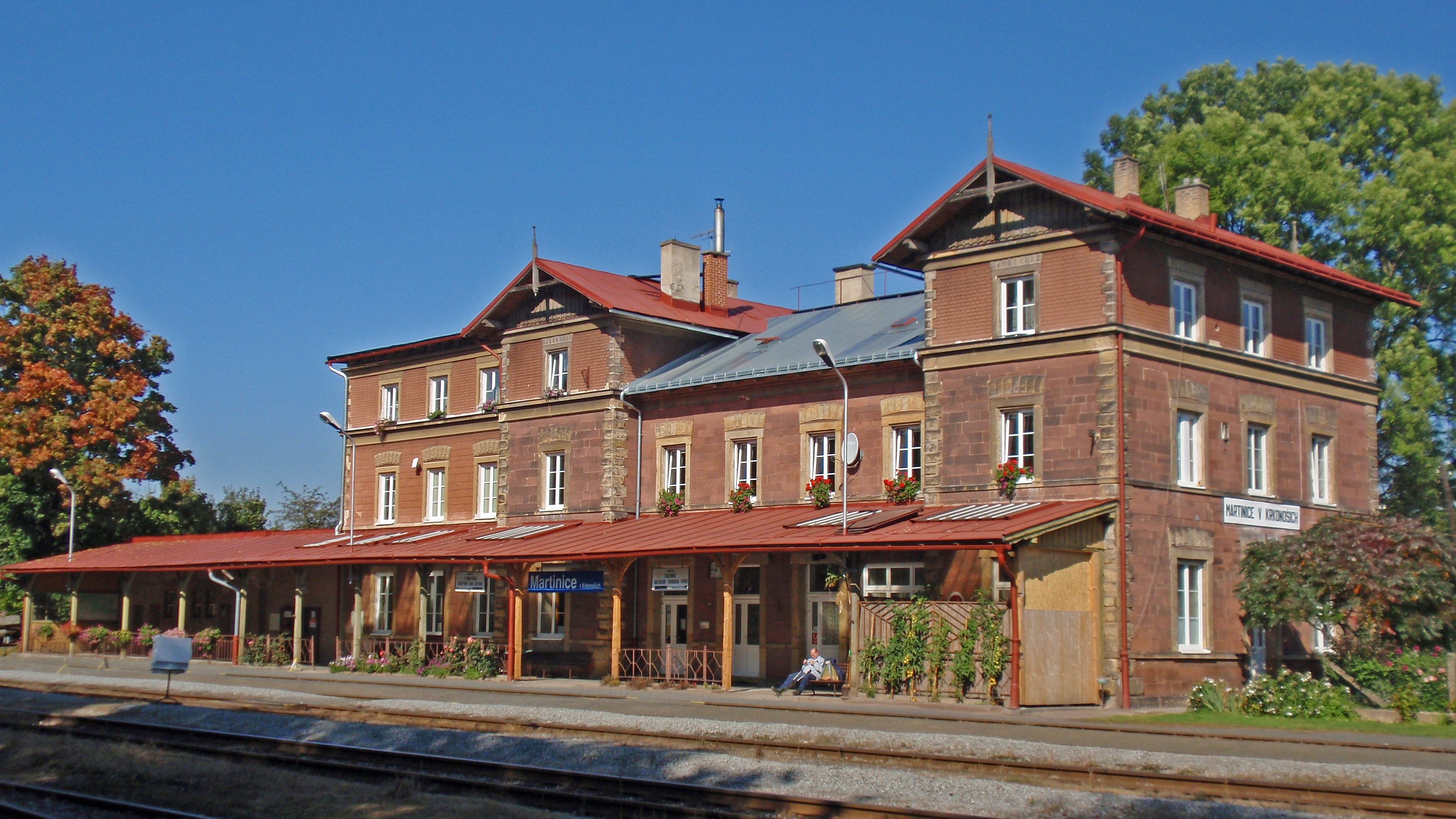
Martinice v Krkonoších
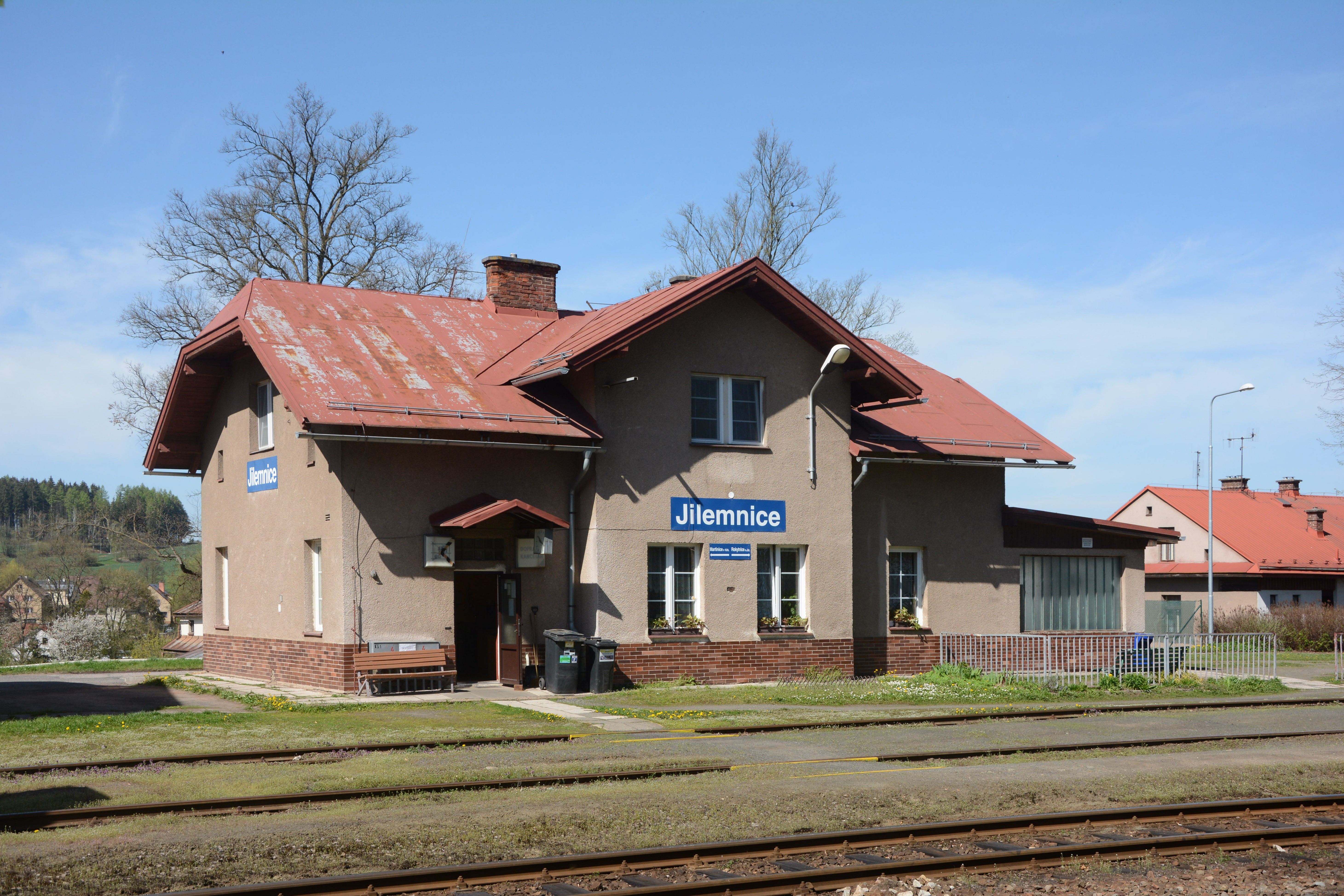
Jilemnice
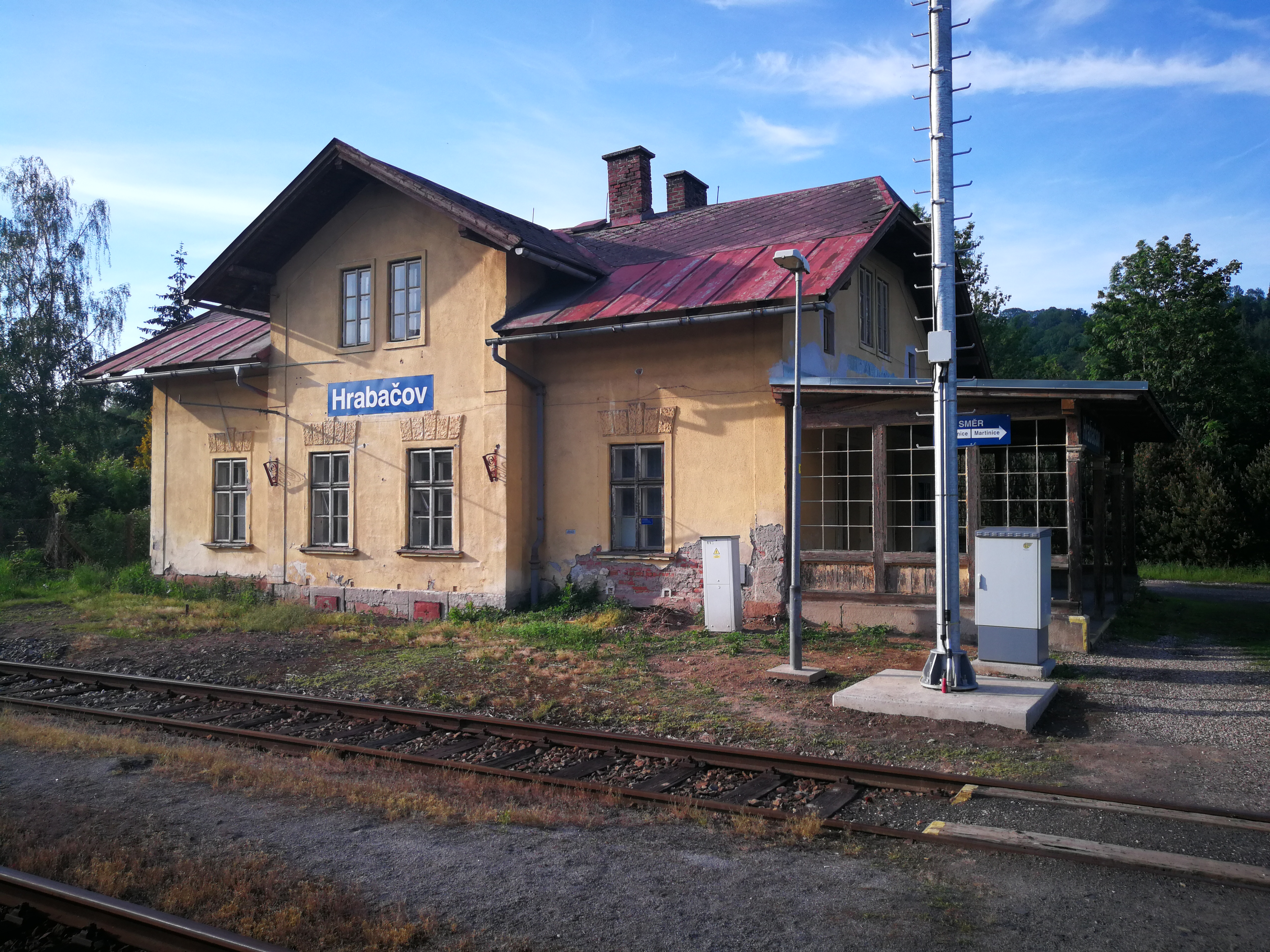
Hrabačov
- Víchová nad Jizerou
- Horní Sytová
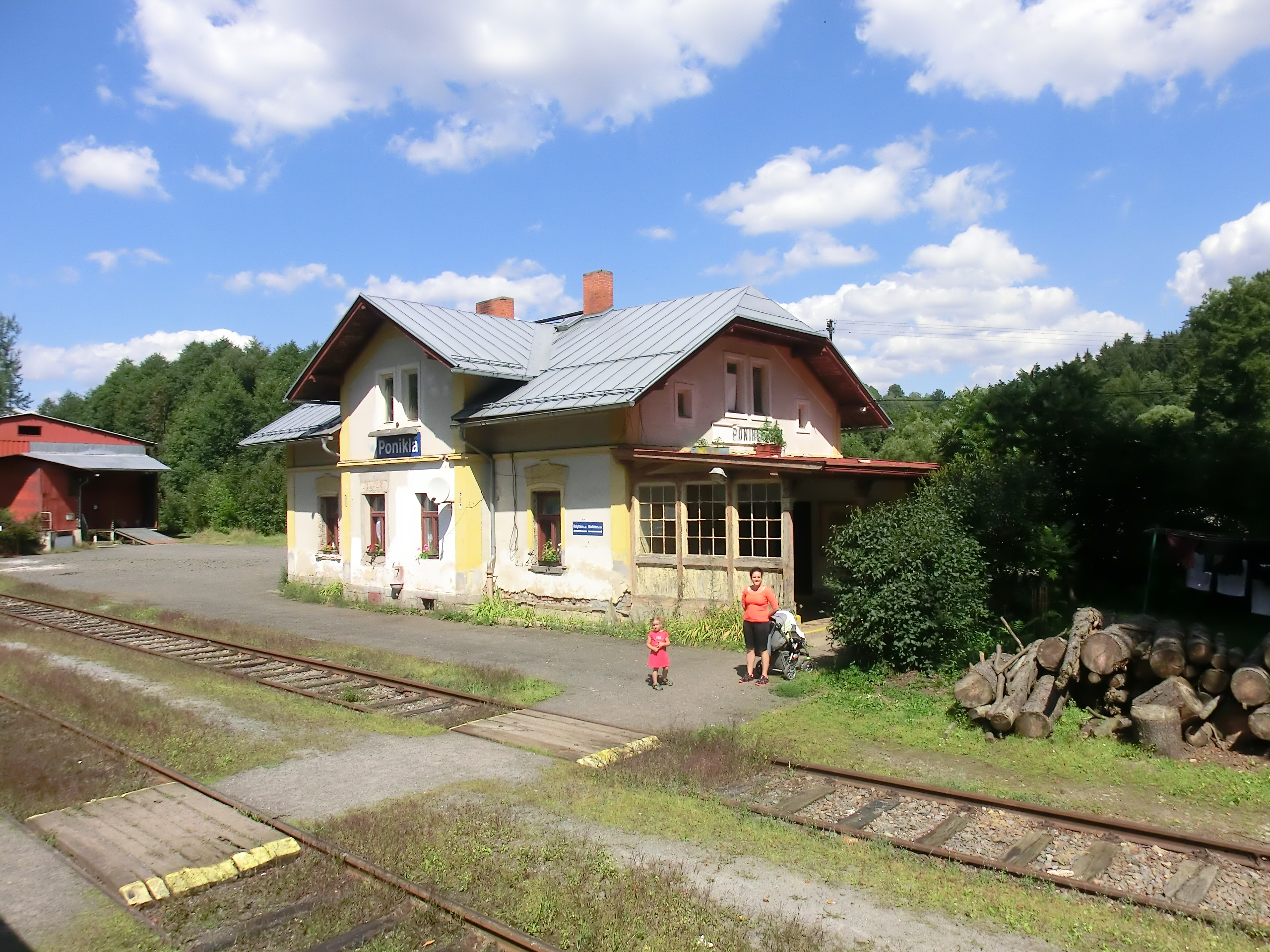
Poniklá
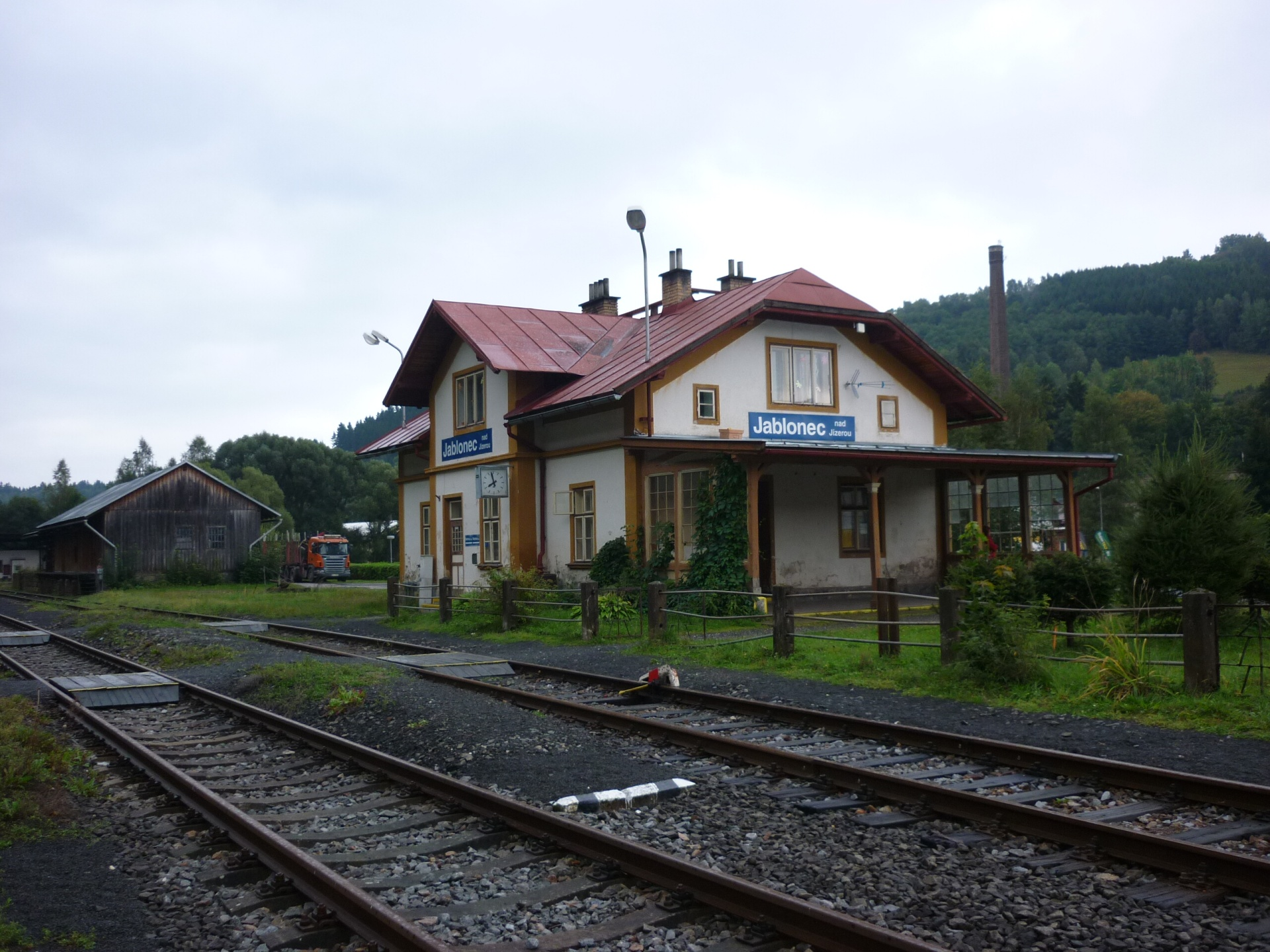
Jablonec nad Jizerou-Hradsko
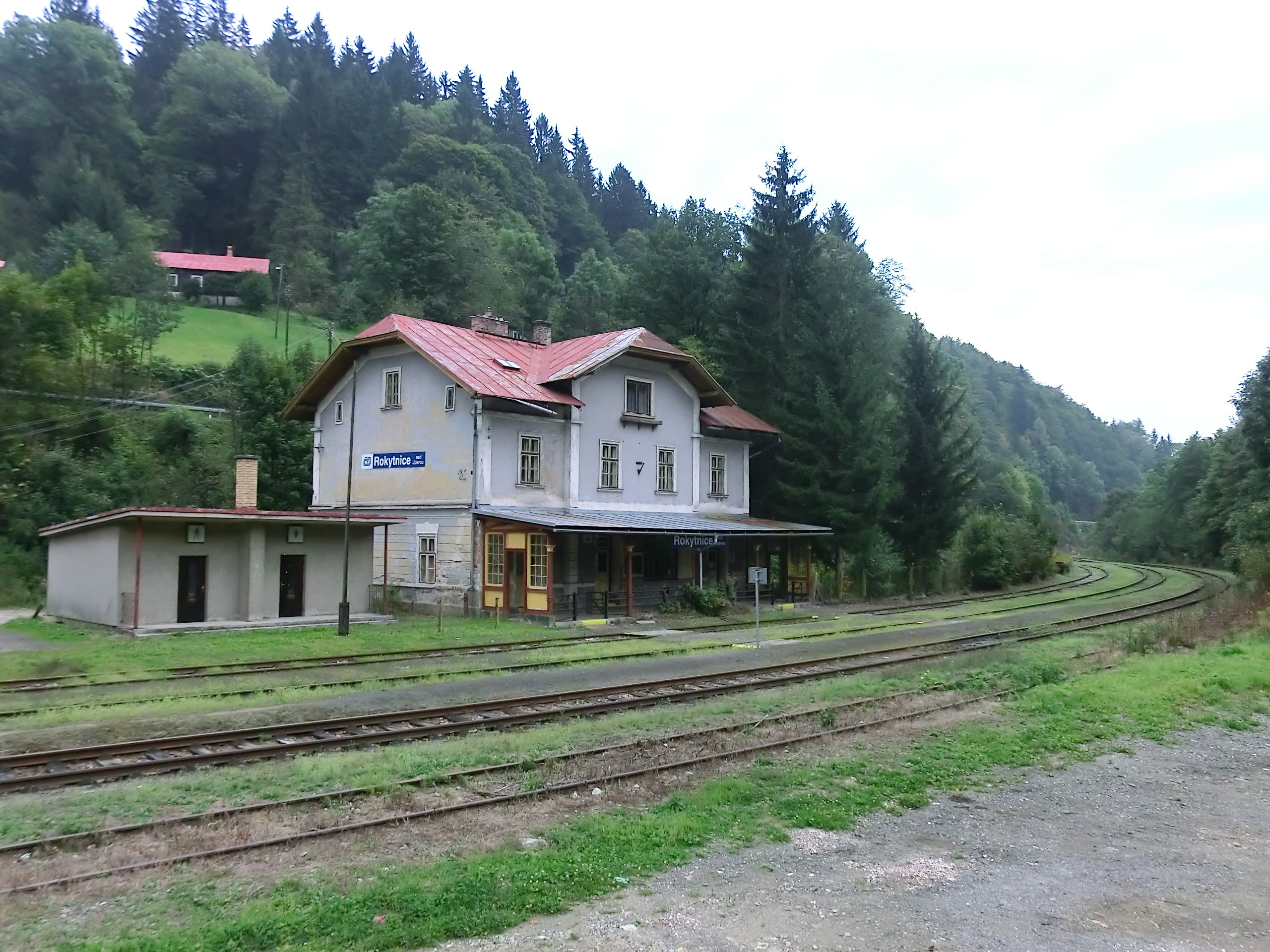
Jablonec nad Jizerou
- Rokytnice nad Jizerou

- Martinice v Krkonoších
- Jilemnice
- Hrabačov
- Poniklá
- Jablonec nad Jizerou
- Rokytnice nad Jizerou

## Navazující tratě

### Martinice v Krkonoších
- Trať 040 Chlumec nad Cidlinou – Ostroměř – Stará Paka – Martinice v Krkonoších – Kunčice nad Labem – Trutnov hl. n.